# Vicolo delle Grotte
Vicolo delle Grotte är en gränd i Rione Regola i Rom, vilken löper från Via dei Giubbonari till Via Capo di Ferro. 
Gatan är uppkallad efter ruinerna efter Pompejus teater, vilken med tiden ansågs ha blivit grottliknande (jämför italienskans: grotte, singularis: grotta).

## Beskrivning
Vid gränden finns två byggnader från 1500-talet (nummer 2 och 29). Vid nummer 14 har en renässansportal bevarats.

## Omgivningar
Kyrkobyggnader och kapell
- Santa Maria della Quercia
- Santissima Trinità dei Pellegrini
- Santa Brigida a Campo dei Fiori
- San Girolamo della Carità

Palats
- Palazzo Farnese
- Palazzo Spada
- Palazzo del Gallo di Roccagiovine

Gator, gränder och piazzor
- Vicolo della Madonnella
- Vicolo del Giglio
- Via dei Pettinari
- Via dell'Arco del Monte
- Campo de' Fiori
- Piazza Farnese
- Piazza della Quercia

## Bilder
| - Piazza della Quercia med kyrkan Santa Maria della Quercia. - Palazzo Farnese. - Santa Brigida a Campo dei Fiori. |